# US Open de 1994
O US Open de 1994 foi um torneio de tênis disputado nas quadras duras do USTA Billie Jean King National Tennis Center, no Flushing Meadows-Corona Park, no distrito do Queens, em Nova York, nos Estados Unidos, entre 29 de agosto e 11 de setembro. Corresponde à 27ª edição da era aberta e à 114ª de todos os tempos.

## Finais

### Profissional
| Categoria | Evento    | Campeã(s)(o/ões)                     | Vice-campeã(s)(o/ões)          | Resultado     | Chave(s)  | Chave(s)       |
| --------- | --------- | ------------------------------------ | ------------------------------ | ------------- | --------- | -------------- |
| Simples   | Masculino | Andre Agassi                         | Michael Stich                  | 6–1, 7–6, 7–5 | principal | qualificatório |
| Simples   | Feminino  | Arantxa Sánchez Vicario              | Steffi Graf                    | 1–6, 7–6, 6–4 | principal | qualificatório |
| Duplas    | Masculino | Jacco Eltingh Paul Haarhuis          | Todd Woodbridge Mark Woodforde | 6–3, 8–6      | principal | principal      |
| Duplas    | Feminino  | Jana Novotná Arantxa Sánchez Vicario | Katerina Maleeva Robin White   | 6–3, 6–3      | principal | principal      |
| Duplas    | Misto     | Elna Reinach Patrick Galbraith       | Jana Novotná Todd Woodbridge   | 6–2, 6–4      | principal | principal      |

### Juvenil
| Categoria | Evento    | Campeã(s)(o/ões)              | Vice-campeã(s)(o/ões)          | Resultado     | Chave(s)  | Chave(s)       |
| --------- | --------- | ----------------------------- | ------------------------------ | ------------- | --------- | -------------- |
| Simples   | Masculino | Sjeng Schalken                | Mehdi Tahiri                   | 6–2, 7–6      | principal | qualificatório |
| Simples   | Feminino  | Meilen Tu                     | Martina Hingis                 | 6–2, 6–4      | principal | qualificatório |
| Duplas    | Masculino | Ben Ellwood Nicolás Lapentti  | Paul Goldstein Scott Humphries | 6–2, 6–0      | principal | principal      |
| Duplas    | Feminino  | Surina de Beer Chantal Reuter | Nannie de Villiers Lizzy Jelfs | 4–6, 6–4, 6–2 | principal | principal      |